# 湾龙镇
湾龙乡，是中华人民共和国吉林省通化市梅河口市下辖的一个乡镇级行政单位。

## 行政区划
湾龙乡下辖以下地区：
农安村、共安村、三山村、湾龙沟村、福安村、龙河村、小榆树村、双山村、兴安村、五奎顶村、双安村、三兴村和莲河村。